# Hugues le Noir
Pour les articles homonymes, voir Hugues de Bourgogne.
Ne doit pas être confondu avec Hugues d'Arles ou Hugues de Vienne (Bosonide).
Hugues le Noir, mort le 17 décembre 952, fut comte d'Outre Saône, de Mâcon, d'Autun, abbé laïc de Saint-Martin d'Autun puis duc en Bourgogne (franque) de 923 à 952,.

## Biographie

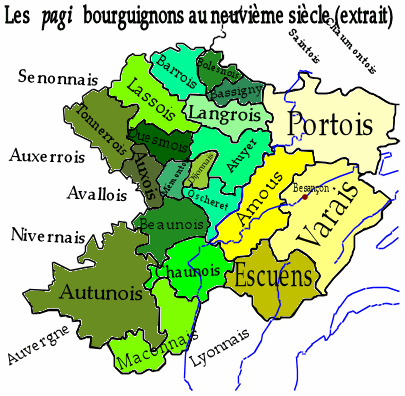
Les pagi bourguignons au IXe siècle.

Hugues le Noir le second fils de Richard le Justicier, duc des Bourguignons, et d'Adélaïde, fille de Conrad II, comte d'Auxerre et marquis de Transjurane. Comme son frère Raoul est destiné à recueillir l'essentiel de l'héritage paternel, il semble avoir défendu les intérêts familiaux aux confins sud du duché de Bourgogne (son autre frère Boson faisant de même à l'est, en Lotharingie).
Avant 914, il intervient dans le comté de Varais et le comté de Portois. Pour Maurice Chaume, il s'agit de préserver un héritage paternel. Il se constitue ensuite un important domaine entre l'Autunois, le Lyonnais et les comtés d'Outre-Saône (future Franche-Comté) dans les années qui suivent, avec l'assentiment de Louis III l'Aveugle, roi de Basse-Bourgogne (ou Bourgogne Cisjurane), son cousin germain. Comme ses domaines d'Outre-Saône se trouvent également sur le royaume de Haute-Bourgogne (ou Bourgogne Transjurane), il a probablement l'assentiment d'un autre cousin germain, Rodolphe II, roi de Haute-Bourgogne, puis des Deux-Bourgognes en 934.
Avec son frère Raoul, duc des Bourguignons, il combat Charles III le Simple, roi de France et bat le favori de ce dernier, Haganon, en juin 922. Les grands du royaume proclament alors la déchéance de Charles le Simple et élisent roi le robertien Robert Ier. L'année suivante, ce dernier est tué à la bataille de Soissons et les grands du royaume élisent Raoul comme roi des Francs. Raoul doit alors se dessaisir de la plupart de ses fiefs, qu'il transmet à son frère Hugues. Le centre des honneurs est le grand comté d'Autun, mais aussi une partie du Lyonnais et le comté de Mâcon,. Le roi Raoul conserve toutefois une influence à Langres et à Dijon. En revanche, Hugues le Noir n'intervient pas au nord de la principauté de Richard le Justicier (Auxerre, Sens, Troyes) où le roi intervient avec son épouse la reine robertienne Emma. 
À la mort de son beau-frère Raoul, Hugues le Grand, duc des Francs et fils de Robert Ier, inquiet entre autres, de son ambition, fait monter sur le trône Louis IV d'Outremer, fils de Charles le Simple, et lui impose de partager le duché de Bourgogne, et il perd définitivement les comtés septentrionaux de Troyes, d’Auxerre, de Sens et d'Avallon. Le roi Louis IV conserve à Langres et Dijon les prérogatives de son prédécesseur Raoul. Hugues le Noir refuse initialement de reconnaître Louis d'Outremer comme roi, il est assiégé dans Langres qu'il doit fuir. Il accepte Louis IV d'Outremer comme roi à l'automne 938,. Il devient même son allié jusqu'en 942, lorsque le carolingien veut affaiblir la puissance du robertien Hugues le Grand.
On ne lui connaît pas d'épouse ni de postérité. Il meurt le 17 décembre 952. Son principal lieutenant, Gilbert de Chalon, lui succède dans le gouvernement du duché.

## Généalogie
|                                            |                                            |                                            |                                            |                                            |                                            |                       |                       |                       |                       | Bivin comte | Bivin comte | Bivin comte | Bivin comte | Bivin comte | Bivin comte |                                           |                                           |                                           |                                           |                                           |                                           |  |  |                                     |                                     |                                     |                                     | Conrad II Mis de Transjurane        | Conrad II Mis de Transjurane        | Conrad II Mis de Transjurane | Conrad II Mis de Transjurane | Conrad II Mis de Transjurane        | Conrad II Mis de Transjurane        |                                     |                                     |                                     |                                     |  |  |  |  |  |  |  |  |  |  |  |  |  |  |
|                                            |                                            |                                            |                                            |                                            |                                            |                       |                       |                       |                       | Bivin comte | Bivin comte | Bivin comte | Bivin comte | Bivin comte | Bivin comte |                                           |                                           |                                           |                                           |                                           |                                           |  |  |                                     |                                     |                                     |                                     | Conrad II Mis de Transjurane        | Conrad II Mis de Transjurane        | Conrad II Mis de Transjurane | Conrad II Mis de Transjurane | Conrad II Mis de Transjurane        | Conrad II Mis de Transjurane        |                                     |                                     |                                     |                                     |  |  |  |  |  |  |  |  |  |  |  |  |  |  |
|                                            |                                            |                                            |                                            |                                            |                                            |                       |                       |                       |                       |             |             |             |             |             |             |                                           |                                           |                                           |                                           |                                           |                                           |  |  |                                     |                                     |                                     |                                     |                                     |                                     |                              |                              |                                     |                                     |                                     |                                     |                                     |                                     |  |  |  |  |  |  |  |  |  |  |  |  |  |  |
|                                            |                                            |                                            |                                            | Boson roi de Provence                      | Boson roi de Provence                      | Boson roi de Provence | Boson roi de Provence | Boson roi de Provence | Boson roi de Provence |             |             |             |             |             |             | Richard le Justicier duc des Bourguignons | Richard le Justicier duc des Bourguignons | Richard le Justicier duc des Bourguignons | Richard le Justicier duc des Bourguignons | Richard le Justicier duc des Bourguignons | Richard le Justicier duc des Bourguignons |  |  | Adélaïde                            | Adélaïde                            | Adélaïde                            | Adélaïde                            | Adélaïde                            | Adélaïde                            |                              |                              | Rodolphe Ier roi de Haute-Bourgogne | Rodolphe Ier roi de Haute-Bourgogne | Rodolphe Ier roi de Haute-Bourgogne | Rodolphe Ier roi de Haute-Bourgogne | Rodolphe Ier roi de Haute-Bourgogne | Rodolphe Ier roi de Haute-Bourgogne |  |  |  |  |  |  |  |  |  |  |  |  |  |  |
|                                            |                                            |                                            |                                            | Boson roi de Provence                      | Boson roi de Provence                      | Boson roi de Provence | Boson roi de Provence | Boson roi de Provence | Boson roi de Provence |             |             |             |             |             |             | Richard le Justicier duc des Bourguignons | Richard le Justicier duc des Bourguignons | Richard le Justicier duc des Bourguignons | Richard le Justicier duc des Bourguignons | Richard le Justicier duc des Bourguignons | Richard le Justicier duc des Bourguignons |  |  | Adélaïde                            | Adélaïde                            | Adélaïde                            | Adélaïde                            | Adélaïde                            | Adélaïde                            |                              |                              | Rodolphe Ier roi de Haute-Bourgogne | Rodolphe Ier roi de Haute-Bourgogne | Rodolphe Ier roi de Haute-Bourgogne | Rodolphe Ier roi de Haute-Bourgogne | Rodolphe Ier roi de Haute-Bourgogne | Rodolphe Ier roi de Haute-Bourgogne |  |  |  |  |  |  |  |  |  |  |  |  |  |  |
|                                            |                                            |                                            |                                            |                                            |                                            |                       |                       |                       |                       |             |             |             |             |             |             |                                           |                                           |                                           |                                           |                                           |                                           |  |  |                                     |                                     |                                     |                                     |                                     |                                     |                              |                              |                                     |                                     |                                     |                                     |                                     |                                     |  |  |  |  |  |  |  |  |  |  |  |  |  |  |
|                                            |                                            |                                            |                                            |                                            |                                            |                       |                       |                       |                       |             |             |             |             |             |             |                                           |                                           |                                           |                                           |                                           |                                           |  |  |                                     |                                     |                                     |                                     |                                     |                                     |                              |                              |                                     |                                     |                                     |                                     |                                     |                                     |  |  |  |  |  |  |  |  |  |  |  |  |  |  |
| Louis III l'Aveugle roi de Basse-Bourgogne | Louis III l'Aveugle roi de Basse-Bourgogne | Louis III l'Aveugle roi de Basse-Bourgogne | Louis III l'Aveugle roi de Basse-Bourgogne | Louis III l'Aveugle roi de Basse-Bourgogne | Louis III l'Aveugle roi de Basse-Bourgogne |                       |                       |                       |                       |             |             |             |             |             |             | Raoul duc des Bourguignons roi des Francs | Raoul duc des Bourguignons roi des Francs | Raoul duc des Bourguignons roi des Francs | Raoul duc des Bourguignons roi des Francs | Raoul duc des Bourguignons roi des Francs | Raoul duc des Bourguignons roi des Francs |  |  | Hugues le Noir duc des Bourguignons | Hugues le Noir duc des Bourguignons | Hugues le Noir duc des Bourguignons | Hugues le Noir duc des Bourguignons | Hugues le Noir duc des Bourguignons | Hugues le Noir duc des Bourguignons |                              |                              | Rodolphe II roi de Haute-Bourgogne  | Rodolphe II roi de Haute-Bourgogne  | Rodolphe II roi de Haute-Bourgogne  | Rodolphe II roi de Haute-Bourgogne  | Rodolphe II roi de Haute-Bourgogne  | Rodolphe II roi de Haute-Bourgogne  |  |  |  |  |  |  |  |  |  |  |  |  |  |  |